# Plouguernével
Plouguernével (tiếng Breton: Plougernevel) là một xã của tỉnh Côtes-d’Armor, thuộc vùng Bretagne, tây bắc Pháp.

## Dân số
Người dân ở Plouguernével được gọi là Plouguistes.